# Satoshi Yamaguchi (football, 1978)
Pour le footballeur japonais né 1959, voir Satoshi Yamaguchi (football, 1959).
Satoshi Yamaguchi (山口 智, Yamaguchi Satoshi) est un footballeur japonais né le 17 avril 1978 à Sakawa dans la préfecture de Kōchi au Japon.